# Sainte-Lizaigne
Sainte-Lizaigne è un comune francese di 1 267 abitanti situato nel dipartimento dell'Indre nella regione del Centro-Valle della Loira.

## Società

### Evoluzione demografica
Abitanti censiti